# بطولة آسيا للأندية للسيدات 2022
أقيمت بطولة الأندية الآسيوية للسيدات 2022 (المعروفة أيضًا باسم بطولة الأندية الآسيوية للسيدات 2022 – البطولة التجريبية) بين 15 أغسطس و22 أكتوبر، وكانت النسخة الثالثة من الاتحاد الآسيوي لكرة القدم لأهم بطولات الأندية النسائية في كرة القدم. شاركت خمسة أندية من خمس اتحادات أعضاء في الاتحاد الآسيوي في هذه البطولة. كان من المقرر إقامة النهائي في 22 أكتوبر، لكنه لم يُلعب. فاز فريق كلية علماء آسيا من تايلاند بلقب منطقة الشرق، بينما فاز فريق سوغديانا جيزاخ من أوزبكستان بلقب منطقة الغرب.

## النظام
تم تقسيم الأندية المشاركة إلى منطقتين ولعبت ضمن كل منطقة بطولة بنظام الدوري في موقع مضيف محدد مسبقًا. كان من المقرر أن يلتقي الفائزان الإقليميان في النهائي يوم 22 أكتوبر.
كان من المخطط في الأصل أن تكون البطولة بمشاركة سبعة أندية، لكن النادي الأرثوذكسي الأردني انسحب في 5 أغسطس 2022.
في 15 أغسطس 2022، قام الاتحاد الدولي لكرة القدم (فيفا) بإيقاف الاتحاد الهندي لكرة القدم بسبب تدخلات خارجية غير مبررة، مما أدى إلى استبعاد فريق غوكولام كيرالا من البطولة. على إثر ذلك، لعب الناديان المتبقيان في منطقة الغرب مباراة ذهاب وإياب في الموقع المضيف المحدد مسبقًا.
| الفريق                                     | طريقة التأهل                                  | المشاركة (آخر مشاركة) |
| ------------------------------------------ | --------------------------------------------- | --------------------- |
| تايتشونغ بلو ويل                           | بطل دوري تايوان مولان لكرة القدم للسيدات 2021 | الأولى                |
| نادي ISPE                                  | بطل دوري ميانمار للسيدات 2018–19              | الأولى                |
| كلية الباحثين الآسيويين لكرة القدم للسيدات | بطل الدوري التايلاندي للسيدات 2021–22         | الأولى                |

| الفريق                            | طريقة التأهل                                | المشاركة (آخر مشاركة) |
| --------------------------------- | ------------------------------------------- | --------------------- |
| غوكولام كيرالا لكرة القدم للسيدات | بطل دوري الهند للسيدات 2021–22              | الثانية (2021)        |
| بام خاتون                         | بطل دوري كوثر للسيدات 2021–22               | الأولى                |
| النادي الأرثوذكسي                 | بطل دوري كرة القدم للسيدات في الأردن 2022   | الأولى                |
| نادي سوغديانا جيزاك               | بطل بطولة أوزبكستان لكرة القدم للسيدات 2021 | الأولى                |

## دور المجموعات

### منطقة الشرق
| م | الفريق                                         | لعب | ف | ت | خ | أ.له | أ.ع | أ.ف | نقاط | التأهل |
| - | ---------------------------------------------- | --- | - | - | - | ---- | --- | --- | ---- | ------ |
| 1 | كلية الباحثين الآسيويين لكرة القدم للسيدات (H) | 2   | 1 | 1 | 0 | 2    | 0   | +2  | 4    | البطل  |
| 2 | تايتشونغ بلو ويل                               | 2   | 1 | 1 | 0 | 3    | 2   | +1  | 4    |        |
| 3 | نادي ISPE                                      | 2   | 0 | 0 | 2 | 2    | 5   | −3  | 0    |        |

| إس بي إي                              | 2–3   | تايشنغ بلو ويل                       |
| ------------------------------------- | ----- | ------------------------------------ |
| - خين مارلار تون 34' - شوي يي تون 57' | تقرير | - سو يو-هسوان 29'، 61' - سيلاوان 33' |

| كلية علماء آسيا                | 2–0   | إس بي إي |
| ------------------------------ | ----- | -------- |
| - أورايبورن 14' - كانياتان 33' | تقرير |          |

| تايشنغ بلو ويل | 0–0   | كلية علماء آسيا |
| -------------- | ----- | --------------- |
|                | تقرير |                 |

### منطقة الغرب
| م | الفريق                                 | لعب | ف | ت | خ | أ.له | أ.ع | أ.ف | نقاط | التأهل |
| - | -------------------------------------- | --- | - | - | - | ---- | --- | --- | ---- | ------ |
| 1 | سوغديانا جيزاخ (H)                     | 2   | 1 | 1 | 0 | 2    | 1   | +1  | 4    | البطل  |
| 2 | بام خاتون لكرة القدم                   | 2   | 0 | 1 | 1 | 1    | 2   | −1  | 1    |        |
| 3 | النادي الأرثوذكسي (كرة القدم النسائية) | 0   | 0 | 0 | 0 | 0    | 0   | 0   | 0    | انسحب  |
| 4 | غوكولام كيرالا لكرة القدم للسيدات      | 0   | 0 | 0 | 0 | 0    | 0   | 0   | 0    | مستبعد |

| بام خاتون   | 1–1   | سوغديانا جيزاك   |
| ----------- | ----- | ---------------- |
| - قنبري 56' | تقرير | كمالي 20' (ه.ذ.) |

| سوغديانا جيزاك  | 1–0   | بام خاتون |
| --------------- | ----- | --------- |
| - كوربونوفا 32' | تقرير |           |

سوغديانا جيزاخ فاز بمجموع 2–1.

## الهدافون
| الترتيب | اللاعب            | الفريق          | MD1 | MD2 | MD3 | المجموع |
| ------- | ----------------- | --------------- | --- | --- | --- | ------- |
| 1       | سو يو-هسوان       | تايشنغ بلو ويل  | 2   |     |     | 2       |
| 2       | كانيات تشيتثابوتر | كلية علماء آسيا |     | 1   |     | 1       |
| 2       | زهرة قنبري        | بام خاتون       | 1   |     |     | 1       |
| 2       | سيلاوان إنتامي    | تايشنغ بلو ويل  | 1   |     |     | 1       |
| 2       | خين مارلار تون    | إس بي إي        | 1   |     |     | 1       |
| 2       | شاهنوزا كوربونوفا | سوغديانا جيزاخ  |     | 1   |     | 1       |
| 2       | شوي يي تون        | إس بي إي        | 1   |     |     | 1       |
| 2       | أورايبورن يونغكول | كلية علماء آسيا |     | 1   |     | 1       |

## روابط خارجية
- بطولة دوري أبطال آسيا للسيدات 2022
, the-afc.com